# 打钱
打钱（英語：Gold farming）是指在大型多人在线角色扮演游戏（MMORPG）中，某个人通过不断地玩游戏来获取金钱的一种行为。打钱也是众多大型多人在线角色扮演游戏所广为流传的一种方法。打钱工作者是指某个人通过收集游戏中的虛擬货币，再将其卖给其他游戏玩家来换取现实生活中的货币为目的的一种人。

## 打钱工作者

### 现实生活中的特征
在线上游戏的早期阶段，大多数打钱工作者是独立工作的，但是他们的业务因为市场的需要逐渐增长，因此很大一部分打钱工作者成立了一些打钱组织。最大的打钱组织的操作过程和现实生活中的工业生产一样，通过雇佣大量低薪的雇员。在主管的监督下，将他们的货物交付给集中的仓库，以便于卖给顾客或者其他的金币收购组织。一些打钱组织甚至将员工的薪水于其产量挂钩。

### 虚拟生活中的特徵
打钱工作者最显著的一个特徵就是通过在长时间做着重複相同的任务。特别是在一些英语国家的游戏服务器上，打钱工作者通常说一些蹩脚或者错误的英语。正因如此，打钱工作者有时候被称为“中国农民”（Chinese Farmers）。打钱帐号在登入游戏以后可以保持长时间不间断的运作，甚至是24小时。这大大超出了一个人所能承受的时间，因此一个打钱帐户一般是由不同的人在8－12小时后互相调换。

### 打钱工作者与RMT
打钱在大型多人在线角色扮演游戏中是一个备受争议的话题。
一方面因为打钱会干擾游戏的正常运作，以某个游戏为例，其是以虚拟货币为主要运作的游戏，玩家通过投资买卖交易品来获取收入，来对某个战略要地进行争夺，如果游戏中存在打钱工作者，有可能会造成双方力量对比失衡，而导致部分玩家对此游戏丧失游戏兴趣，进而造成游戏人气低迷。
另一方面由于打钱工作者的存在，必定会有玩家和其发生以现实货币获取虚拟货币的交易，这种把游戏内虚拟资产转化为现实货币的行为就是RMT（Real Money Trade）。

### 利益获取
1. 个别玩家出售多余的虚拟货币或物品，来换取游戏点卡月卡，极少数玩家可能会以肉体为代价，来获取虚拟游戏中的货币或物品。该现象在台灣的劲舞团網路遊戲中尤为明显。[來源請求]
2. 打钱工作者通过赚取虚拟货币及与收购玩家中的货币／物品来赚取差价，但最终目的是为了现实货币。
3. 打钱工作者有时为了获取更大的利益，可能会挑撥游戏中的不同派别玩家产生争斗，以渔翁得利，该现象在诸如大航海OL之类的游戏尤其明显。[來源請求]

### 如何销售
1. 通常透過使用等級低的角色，掛自動發話的廣告機，去洗公頻對話,

## 線上遊戲業者的反擊方式
1. 提高NPC販賣消耗品的單價，以加速伺服器回收虛擬貨幣。（例如藥水、與傳送相關道具）
2. 改變掉寶率的計算方式，例如加上疲勞度的設計，使得長時間連續的打怪行為，無法獲得更多的虛擬貨幣。
3. 高階物品或裝備採取總量管制的方式，當特定物品在該伺服器的數量到達上限時，伺服器即自動鎖寶。
4. 加速壞裝，迫使玩家必須頻繁的消耗虛擬貨幣進行修裝。
5. 凍結可疑帳號。（凡是有洗頻的廣告行為者）
6. 遊戲業者當中間商，提供商城幣/月卡與遊戲幣相互兌換之管道，並對私自透過第三方管道販售或購買予以嚴懲。

## 参看
- 網路遊戲經濟
- 工作室
- 虛擬貨幣